# Türkmenisztán a 2008. évi nyári olimpiai játékokon
Türkmenisztán a kínai Pekingben megrendezett 2008. évi nyári olimpiai játékok egyik részt vevő nemzete volt. Az országot az olimpián 6 sportágban 10 sportoló képviselte, akik érmet nem szereztek.

## Atlétika
Férfi

| Versenyző          | Versenyszám   | Selejtező                | Selejtező                | Döntő    | Döntő    |
| Versenyző          | Versenyszám   | Eredmény                 | Helyezés                 | Eredmény | Helyezés |
| ------------------ | ------------- | ------------------------ | ------------------------ | -------- | -------- |
| Amanmurad Hommadow | Kalapácsvetés | érvényes kísérlet nélkül | érvényes kísérlet nélkül | kiesett  | kiesett  |

Női

| Versenyző          | Versenyszám | Előfutam | Előfutam | Előfutam | Negyeddöntő | Negyeddöntő | Negyeddöntő | Elődöntő | Elődöntő | Elődöntő | Döntő   | Döntő    |
| Versenyző          | Versenyszám | Idő      | Hely.    | Össz.    | Idő         | Hely.       | Össz.       | Idő      | Hely.    | Össz.    | Idő     | Helyezés |
| ------------------ | ----------- | -------- | -------- | -------- | ----------- | ----------- | ----------- | -------- | -------- | -------- | ------- | -------- |
| Walentina Nazarowa | 100 m       | 11,94    | 6.       | 53.      | kiesett     | kiesett     | kiesett     | kiesett  | kiesett  | kiesett  | kiesett | kiesett  |

## Cselgáncs
Férfi

| Versenyző            | Versenyszám | Selejtező         | 32-es főtábla                  | Nyolcaddöntő      | Negyeddöntő       | Elődöntő          | Vigaszág első kör                 | Vigaszág negyeddöntő | Vigaszág elődöntő | Bronz- mérkőzés   | Döntő             | Helyezés |
| Versenyző            | Versenyszám | Ellenfél Eredmény | Ellenfél Eredmény              | Ellenfél Eredmény | Ellenfél Eredmény | Ellenfél Eredmény | Ellenfél Eredmény                 | Ellenfél Eredmény    | Ellenfél Eredmény | Ellenfél Eredmény | Ellenfél Eredmény | Helyezés |
| -------------------- | ----------- | ----------------- | ------------------------------ | ----------------- | ----------------- | ----------------- | --------------------------------- | -------------------- | ----------------- | ----------------- | ----------------- | -------- |
| Guwanç Nurmuhammedow | Harmatsúly  |                   | Pak Csholmin (PRK) · 0000-1000 |                   |                   |                   | Giovanni Casale (ITA) · 0000-0012 | kiesett              | kiesett           | kiesett           |                   | 13.      |

Női

| Versenyző        | Versenyszám | Selejtező                      | Nyolcaddöntő      | Negyeddöntő       | Elődöntő          | Vigaszág első kör | Vigaszág negyeddöntő | Vigaszág elődöntő | Bronz- mérkőzés   | Döntő             | Helyezés |
| Versenyző        | Versenyszám | Ellenfél Eredmény              | Ellenfél Eredmény | Ellenfél Eredmény | Ellenfél Eredmény | Ellenfél Eredmény | Ellenfél Eredmény    | Ellenfél Eredmény | Ellenfél Eredmény | Ellenfél Eredmény | Helyezés |
| ---------------- | ----------- | ------------------------------ | ----------------- | ----------------- | ----------------- | ----------------- | -------------------- | ----------------- | ----------------- | ----------------- | -------- |
| Nasiba Surkiýewa | Középsúly   | Ronda Rousey (USA) · 0000-1010 | kiesett           | kiesett           | kiesett           |                   |                      |                   |                   |                   | 20.      |

## Ökölvívás
| Versenyző        | Versenyszám | Selejtező                  | Nyolcaddöntő      | Negyeddöntő       | Elődöntő          | Döntő             | Helyezés |
| Versenyző        | Versenyszám | Ellenfél Eredmény          | Ellenfél Eredmény | Ellenfél Eredmény | Ellenfél Eredmény | Ellenfél Eredmény | Helyezés |
| ---------------- | ----------- | -------------------------- | ----------------- | ----------------- | ----------------- | ----------------- | -------- |
| Aliasker Başirow | Váltósúly   | Jaoid Chiguer (FRA) · 6-17 | kiesett           | kiesett           | kiesett           | kiesett           | 17.      |

## Sportlövészet
Női

| Versenyző          | Versenyszám | Selejtező | Selejtező | Döntő   | Döntő    |
| Versenyző          | Versenyszám | Pont      | Helyezés  | Pont    | Helyezés |
| ------------------ | ----------- | --------- | --------- | ------- | -------- |
| Ýekaterina Arabowa | Légpuska    | 376       | 47.       | kiesett | kiesett  |

## Súlyemelés
Férfi

| Versenyző               | Versenyszám | Szakítás | Szakítás | Lökés                    | Lökés                    | Összesen | Helyezés |
| Versenyző               | Versenyszám | Eredmény | Helyezés | Eredmény                 | Helyezés                 | Összesen | Helyezés |
| ----------------------- | ----------- | -------- | -------- | ------------------------ | ------------------------ | -------- | -------- |
| Tolkunbek Hudaýbergenow | 62 kg       | 126,0    | 14.      | 162,0                    | 5.*                      | 288,0    | 7.       |
| Ümürbek Bazarbaýew      | 62 kg       | 133,0    | 6.       | érvényes kísérlet nélkül | érvényes kísérlet nélkül | kiesett  | kiesett  |

* - két másik versenyzővel azonos eredményt ért el

## Úszás
Férfi

| Versenyző       | Versenyszám | Előfutam | Előfutam | Előfutam | Elődöntő | Elődöntő | Elődöntő | Döntő   | Döntő    |
| Versenyző       | Versenyszám | Idő      | Hely.    | Össz.    | Idő      | Hely.    | Össz.    | Idő     | Helyezés |
| --------------- | ----------- | -------- | -------- | -------- | -------- | -------- | -------- | ------- | -------- |
| Andreý Molčanow | 50 m gyors  | 25,02    | 4.       | 68.      | kiesett  | kiesett  | kiesett  | kiesett | kiesett  |

Női

| Versenyző      | Versenyszám | Előfutam | Előfutam | Előfutam | Elődöntő | Elődöntő | Elődöntő | Döntő   | Döntő    |
| Versenyző      | Versenyszám | Idő      | Hely.    | Össz.    | Idő      | Hely.    | Össz.    | Idő     | Helyezés |
| -------------- | ----------- | -------- | -------- | -------- | -------- | -------- | -------- | ------- | -------- |
| Olga Hačatrian | 100 m gyors | 1:14,77  | 3.       | 48.      | kiesett  | kiesett  | kiesett  | kiesett | kiesett  |